# PTT Pattaya Open 2015
Il PTT Pattaya Open 2015 è un torneo femminile di tennis giocato sul cemento. È la 24ª edizione del PTT Pattaya Open (formalmente conosciuto come Pattaya Women's Open) che fa parte della categoria International nell'ambito del WTA Tour 2015. Si gioca al Dusit Thani Hotel di Pattaya in Thailandia dal 9 febbraio al 15 febbraio 2015.

## Partecipanti

### Teste di serie
| Nazionalità | Giocatrice        | Ranking* | Testa di serie |
| ----------- | ----------------- | -------- | -------------- |
| Cina        | Peng Shuai        | 21       | 1              |
| Ucraina     | Elina Svitolina   | 26       | 2              |
| Kazakistan  | Zarina Dijas      | 33       | 3              |
| Giappone    | Kurumi Nara       | 44       | 4              |
| Kazakistan  | Jaroslava Švedova | 51       | 5              |
| Australia   | Jarmila Gajdošová | 54       | 6              |
| Porto Rico  | Mónica Puig       | 60       | 7              |
| Cina        | Zhang Shuai       | 64       | 8              |

* Ranking al 2 febbraio 2015.

### Altre partecipanti
Giocatrici che hanno ricevuto una Wild card:
- Nicha Lertpitaksinchai
- Tamarine Tanasugarn
- Vera Zvonarëva

Giocatrici passate dalle qualificazioni:

- Chan Yung-jan
- Misa Eguchi
- Elizaveta Kuličkova
- Xu Yifan

## Campionesse

### Singolare
Daniela Hantuchová ha battuto in finale  Ajla Tomljanović con il punteggio di 3–6, 6–3, 6–4.
- È il settimo titolo in carriera per la Hantuchová, il primo del 2015.

### Doppio
Chan Hao-ching /  Chan Yung-jan hanno battuto in finale  Shūko Aoyama /  Tamarine Tanasugarn con il punteggio di 2–6, 6–4, [10–3].